# Holthof (Splietsdorf)
Holthof ist ein Ortsteil der Gemeinde Splietsdorf im Landkreis Vorpommern-Rügen in Mecklenburg-Vorpommern.

## Lage
Der Ortsteil liegt im Osten der Gemarkung der Gemeinde; westlich liegt der weitere Ortsteil Müggenwalde. Nördlich liegen die beiden Ortsteile Hoikenhagen und Schönenwalde der Gemeinde Papenhagen, östlich der Grimmener Ortsteil Groß Lehmhagen. Das Sackgassendorf erstreckt sich südlich einer Verbindungsstraße, die von Splietsdorf im Westen bis nach Grimmen im Osten reicht.

## Kultur und Sehenswürdigkeiten

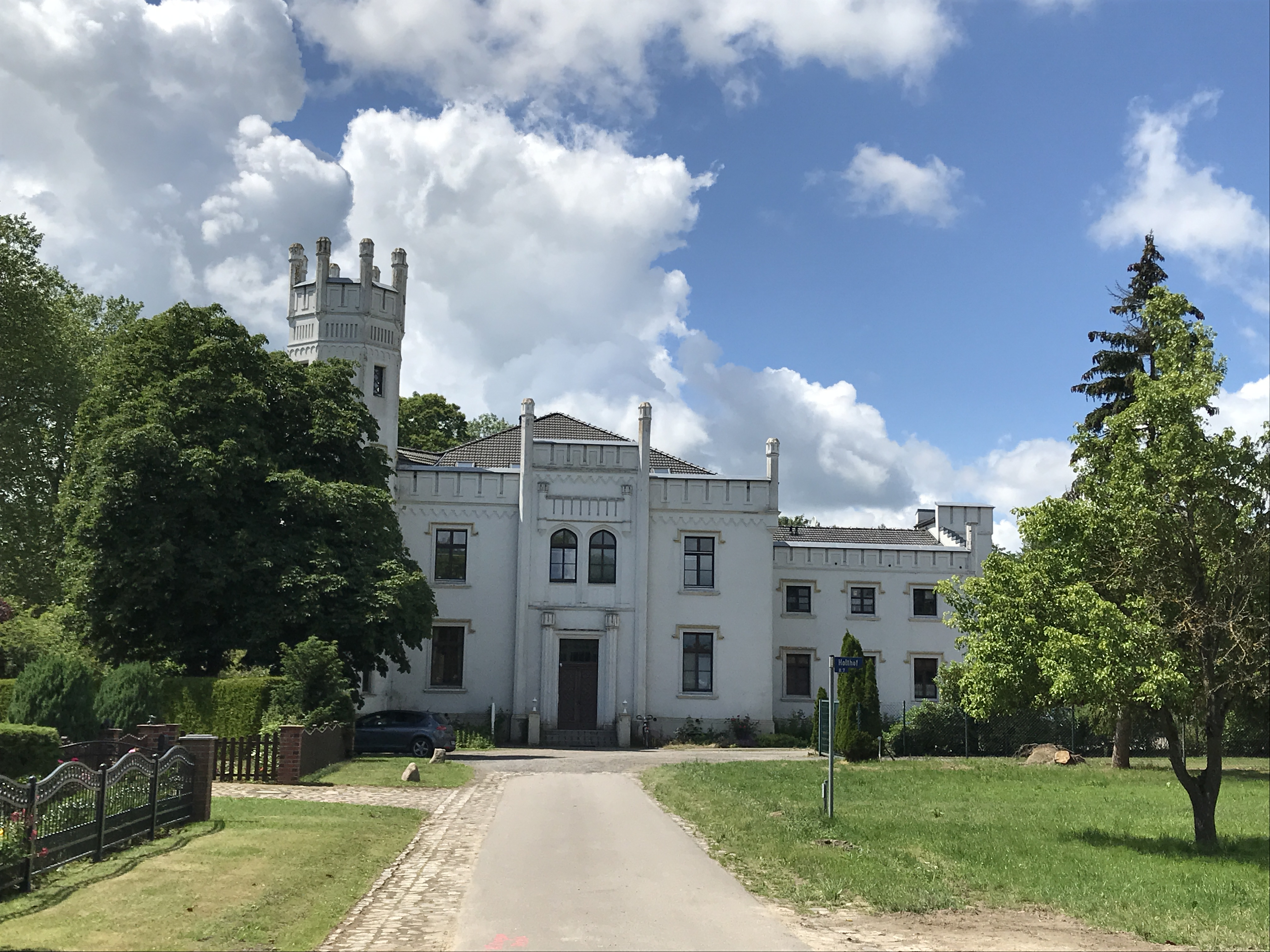
Gutshaus Holthof

- Gutshaus im Tudorstil

## Wirtschaft, Verkehr und Infrastruktur
Größte Arbeitgeber sind ein Telekommunikationsdienstleister sowie ein Landmaschinenhändler. Durch den nördlichen Teil der Gemarkung verläuft von Westen kommend die Straße Müggenwalde, die als Holthof nach Süden führt und den Ort erschließt. Über die Buslinie 312 besteht eine Anbindung nach Grimmen, Rolofshagen und Tribsees.